# 3145 Walter Adams
3145 Walter Adams eller 1955 RY är en asteroid i huvudbältet, som upptäcktes 13 september 1955 av Indiana Asteroid Program vid Indiana University Bloomington med Goethe Link Observatory. Asteroiden har fått sitt namn efter den amerikanske astronomen Walter Sydney Adams.
Asteroiden har en diameter på ungefär 3 kilometer.